# زنان در کمیک‌های آمریکایی
تصویر زنان در کمیک‌های آمریکایی از زمان شروع این رسانه اغلب موضوع بحث و جدل بوده‌است. منتقدان به نقش‌های زنان اشاره کرده‌اند که بیشتر در معرض کلیشه‌های جنسیتی قرار دارند و زنانگی و/یا ویژگی‌های جنسی حضور بیشتری در شخصیت کلی آنها دارند و شخصیت آنها تنها از زنانگی آنها نشات می‌گیرد.

## تاریخچه

### عصر طلایی کتاب‌های کمیک

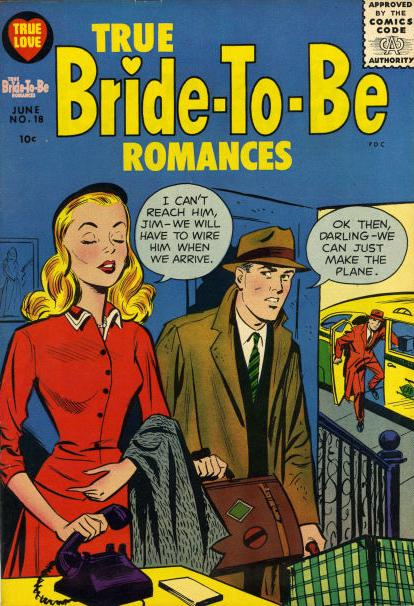
جلد عاشقانه‌های عروس آینده شماره ۱۸.

در دوران طلایی کتاب‌های مصور (زمانی که در طی آن رسانه از داستان مصور تکامل یافت) زنانی که ابرقهرمان نبودند، عمدتاً در نقش‌های فرعی به تصویر کشیده می‌شدند و برخی از نمونه‌ها به‌عنوان دختران شاغل، قهرمان‌های داستان عاشقانه یا نوجوانان سرزنده طبقه‌بندی می‌شدند. دختران شاغل شامل شخصیت‌هایی مانند نلی پرستار، تسی تایپیست، و میلی مدل می‌شدند، که هر کدام در کتاب‌های مصور در مشاغلی ظاهر می‌شدند که زنان غیر دوران جنگ معمولاً کار می‌کردند. قهرمانان عاشقانه در ژانر عاشقانه محبوب بودند که توسط جو سیمون و جک کربی پیشگام بودند. به‌طور معمول، قهرمان یا یک «دختر خوب» یا «دختر بد» بود که هر دو نقش تأثیر کمی بر تصمیم یک شخصیت مرد داشتند. در کمیک‌های آرچی، شخصیت اصلی هرگز نمی‌توانست به‌طور قطعی بین دو علاقه عشقی خود بتی و ورونیکا انتخاب کند، که به ترتیب این دوگانگی را بین دختر همسایه خوب و دختر همسایه جذاب خطرناک او نشان می‌دهند. این دو در سال ۱۹۵۰ به نام بتی و ورونیکا معروف شدند که به سرعت تبدیل به یک کمیک محبوب شد و در آن دو شخصیت اصلی همچنان بر سر پسران وسواس دارند و بر سر اینکه چه کسی با آرچی قرار می‌گیرد دعوا می‌کنند.

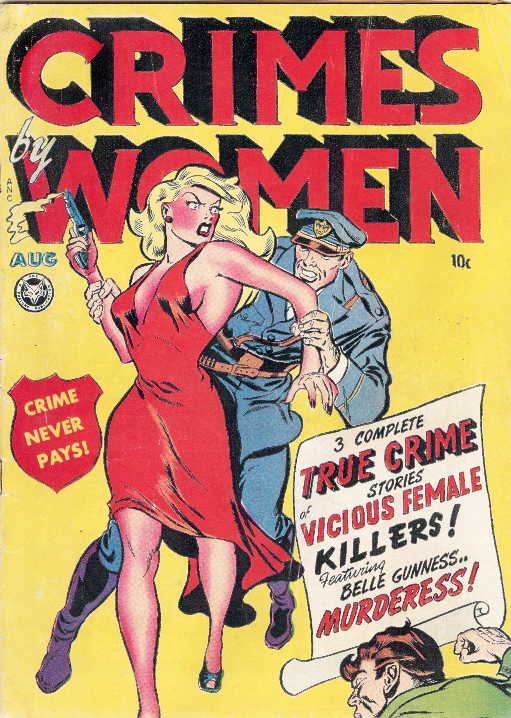
جلد جنایات زنان شماره ۱.

جنایتکاران با لباس‌های زن جزو شخصیت‌های اولیه کمیک بودند. یکی از اولین ابرقهرمانان زن کمیک که در مجلات ظاهر شد، شخصیت اسکارلت نامرئی اونیل طراحی شده توسط راسل بود. دوشیزه فیوری به عنوان زن مبارز سخت، در کمیک استریپی به همان نام توسط کاریکاتوریست زن تارپه میلز در سال ۱۹۴۱ به نمایش درآمد. یکی از ناشران به‌ویژه، خانه داستان، چندین قهرمان پیشرو مانند ملکه جنگل شینا را به نمایش گذاشت، که جذابیت جنسی او چیزی بود که به راه‌اندازی مجموعه کمیک او کمک کرد.
یکی از اولین ابرقهرمانان زن، شخصیت فلچر هنکس، زن مصری باستانی و پیری در عصر مدرن است که می‌توانست به موجودی با قدرت‌های فوق‌العاده برای مبارزه با شیطان تبدیل شود. او اولین بار در کمیک‌های جنگلی شماره ۲ از خانه تخیلی (فوریه ۱۹۴۰) که با نام مستعار "بارکلی فلگ" شناخته می‌شود، بازی کرد. اولین ابرقهرمان زن کاملاً شناخته شده واندر وومن است. ویلیام مولتون مارستون در مصاحبه ای در ۲۵ اکتبر ۱۹۴۰ که توسط الیو برن انجام شد و در مجله حلقه خانواده منتشر شد، با عنوان "به کمیک‌ها نخندید". مقاله ای با عنوان پتانسیل آموزشی کتاب‌های کمیک در سال ۱۹۴۲ منتشر شد. این مقاله توجه مکس گینز، ناشر کمیک را به خود جلب کرد، او مارستون را به عنوان مشاور آموزشی برای نشریه دی سی کامیکس استخدام کرد. در آن زمان، مارستون تصمیم گرفت یک ابرقهرمان جدید بسازد. در اوایل دهه ۱۹۴۰ خط دی سی تحت سلطه شخصیت‌های مرد فوق‌العاده قدرتمندی مانند فانوس سبز، بتمن و شخصیت اصلی آن، سوپرمن بود. با توجه به شماره پاییز ۲۰۰۱ مجله فارغ التحصیلان دانشگاه بوستون، ایده همسرش الیزابت هالوی برای خلق یک ابرقهرمان زن بود. مارستون این ایده را به ماکس گینز، بنیانگذارانتشارات آل-امریکن معرفی کرد. با توجه به مجوز، مارستون واندر-وومن را با الیزابت (که مارستون معتقد بود الگویی از زن غیرمتعارف و آزاد آن دوران بود) توسعه داد. مارستون در خلق واندر-وومن از اولیو برن الهام گرفت که با این زوج در یک رابطه چندهمسری / چند عشقی زندگی می‌کرد.